# دانشنامه قرآن

دانشنامه قرآن

دانشنامهٔ قرآن (به انگلیسی: Encyclopaedia of the Qur'an) به سرپرستی جین دمن مک‌آولیف، استاد دانشگاه جرج واشنگتن، کتابی است در ۵ جلد که توسط انتشارات بریل طی سال‌های ۲۰۰۱ تا ۲۰۰۶ با مشارکت بزرگ‌ترین قرآن‌شناسان جهان منتشر شده‌است.

## برگردان به فارسی
ترجمه فارسی دائرة المعارف قرآن به مرور از سال ۱۳۹۲ شمسی به فارسی از سوی انتشارات حکمت و با ویراستاری و ترجمه حسین خندق‌آبادی، مسعود صادقی، مهرداد عباسی و امیر مازیار منتشر شد و امروزه همه‌ی مجلدات آن در دسترس است.

## جلدها
- جلد ۱: A-D
- جلد ۲: E-I
- جلد ۳: J-O
- جلد ۴: P-Sh
- جلد ۵: Si-Z
- جلد آخر: فهرست